# Голицын, Михаил Фёдорович
Князь Михаил Фёдорович Голицын (1800—1873) — полковник русской армии; шталмейстер и тайный советник. Привлекался по делу декабристов. Младший брат А. Ф. Голицына. Владелец родовых поместий Петровское и Бучалки.

## Биография
Происходил из рода Голицыных. Родился в Москве 9 (21) июля 1800 года и был пятым сыном в семье князя Фёдора Николаевича и Варвары Ивановны Голицыных.
8 апреля 1819 года поступил на службу юнкером в лейб-гвардии Конный полк. В 1819 году получил звание эстандарт-юнкера, в 1820 году — чин корнета, в 1824 году — поручика.
В 1825 году привлекался по делу декабристов: был арестован и шесть месяцев провёл на гауптвахте при полку. Был признан невиновным и освобождён с «высочайшей» резолюцией: «Освободить без всякого дальнейшего взыскания». Следствие установило, что князь Михаил Голицын о существовании тайных обществ знал, но членом их не был. В «Алфавите Боровкова» было указано:

При допросе он показал, что в октябре или ноябре 1825 года Одоевский между прочими разговорами, склонив речь к положению России, заговорил о существовании какого-то общества людей, желающих распространением либеральных идей достигнуть до ослабления деспотического правления. Не подозревая ничего, слова сии оставил он без всякого внимания. Одоевский на вопрос Комиссии отозвался, что Голицын на вышеозначенные слова его отвечал, что это глупость. 13 членов, равно спрошенные, удостоверили, что он не принадлежал к обществу и не знал о намерениях оного. Из сведений, доставленных командующим гвардейским корпусом, видно, что Голицын, будучи одержим долговременною болезнию, присягал поутру 14 декабря на своей квартире и ни в чем не замечен. 23 декабря был арестован и содержался в полку.
Согласно Высочайшему повелению 2 июня 1826 года был освобождён без всяких взысканий и продолжил службу. В ходе Польской кампании 1831 года был адъютантом генерала Алексея Григорьевича Щербатова. В январе 1832 года в чине ротмистра был назначен адъютантом к А. Х. Бенкендорфу. Оставил военную службу 6 декабря 1835 года в чине полковника. 
В 1841 году был избран богородским предводителем дворянства; с 1843 года неоднократно выбирался звенигородским предводителем дворянства (до 1854 года). С 1859 года, после смерти князя С. М. Голицына, стал попечителем и главным директором московской Голицынской больницы.
Был пожалован придворным званием «в должности шталмейстера» (1856), шталмейстер — с 1859 года. В 1847 году произведён в действительные статские советники, 8 сентября 1859 года  в тайные советники.
Умер 26 января (7 февраля) 1873 года в Москве. Похоронен в Донском монастыре (могила не сохранилась).

## Награды
- Польский знак отличия за военное достоинство 4-й степени (1831)[7]
- Орден Святого Владимира 4-й степени с бантом (1831).
- Орден Святой Анны 2-й степени с императорской короной (1836).
- Орден Святого Владимира 3-й степени (1840).
- Знак отличия за XV лет беспорочной службы (1843)[7]
- Орден Святого Станислава 1-й степени (1851).
- Орден Святой Анны 1-й степени с мечами (1857).
- Орден Святого Владимира 2-й степени (1871).
- Прусский орден Святого Иоанна Иерусалимского (1835).

## Брак и дети

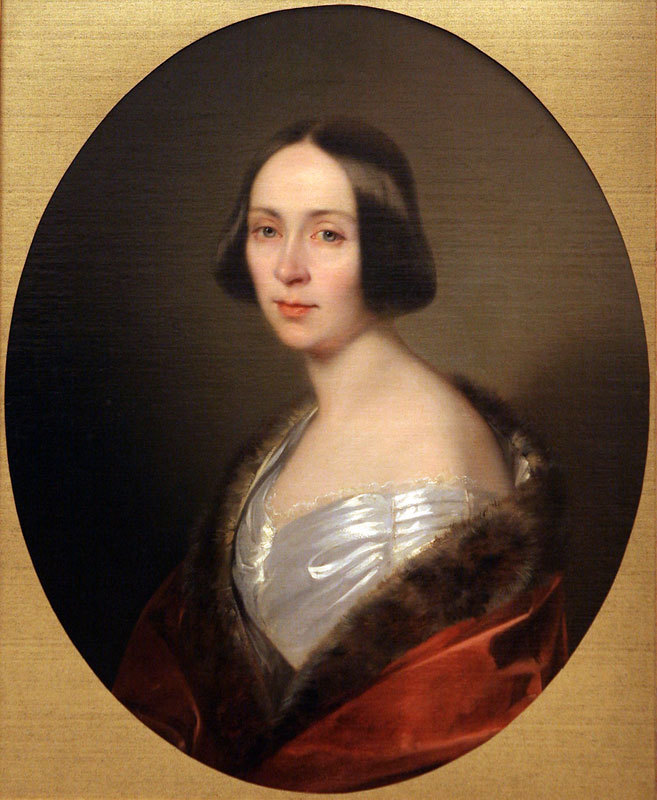
Шандор Козина.Княгиня Луиза Трофимовна Голицына, урождённая Баранова (1810—1887).

Михаил Фёдорович был женат на статс-даме графине Луизе Трофимовне Барановой (1810—1887), дочери влиятельной при дворе Юлии Барановой. В браке родились:
- Николай (1833—1836)
- Иван (26.04.1835[8]—1896) — крещен 27 мая 1835 года в Симеоновской церкви при восприемстве князя И. Ф. Голицына и Ю. Ф. Барановой; с 1861 года супруг Александры Никитичны Трубецкой (1836—1891), дочери князя Никиты Петровича Трубецкого и Александры Александровны Нелидовой; брак был бездетен.
- Фёдор (1836—1840)
- Александр (1838—1919)— был не женат; управлял всеми Голицынскими имениями[2].
- Михаил (1840—1918) — супруг Матильды Николаевны Мадаевой (1842—1889); их единственная дочь, Надежда (1866—1920), замужем не была.
- Владимир (1847—1932) — супруг Софьи Николаевны Деляновой (1851—1925).